# 大和高田站

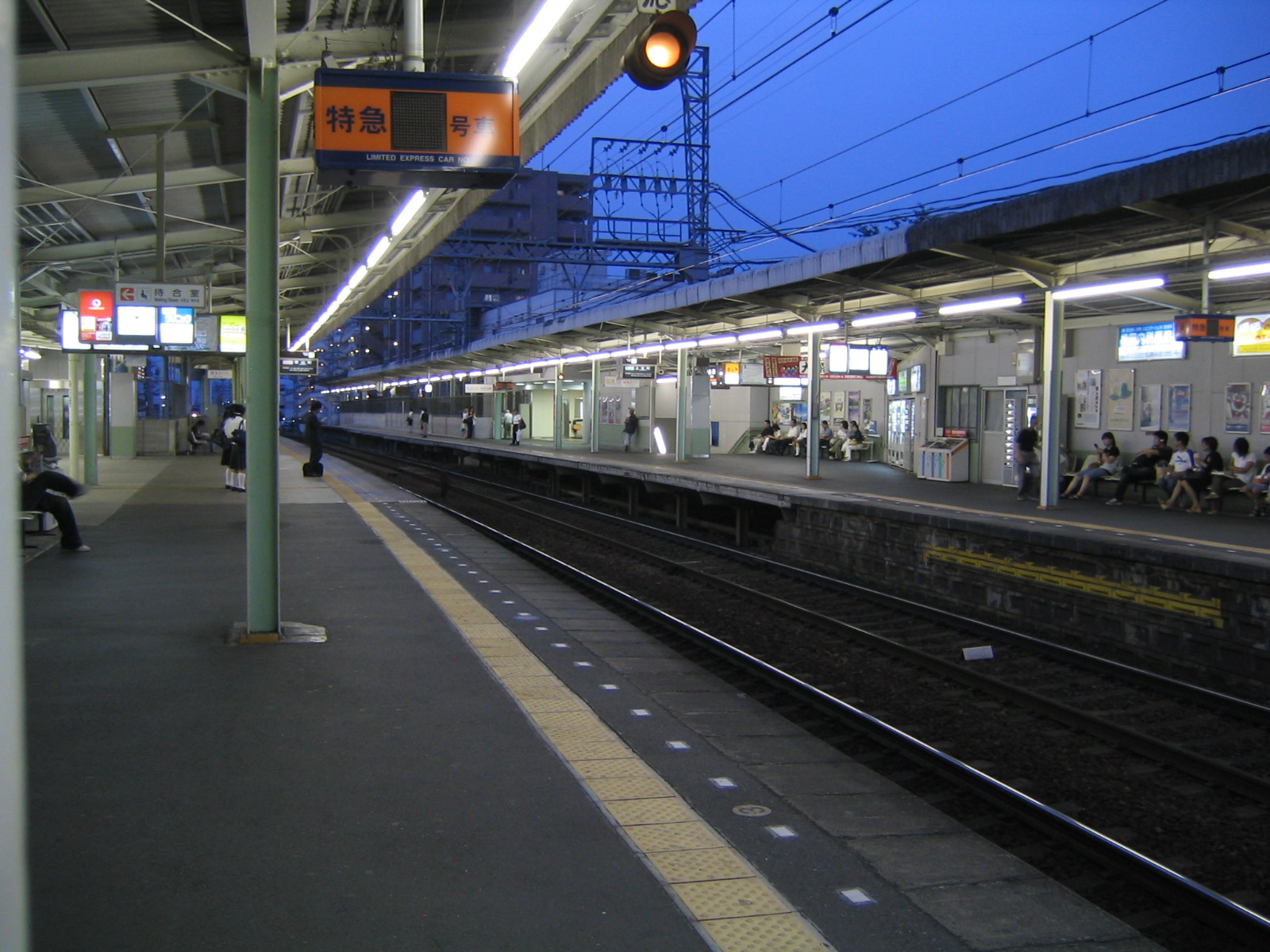
車站月台

大和高田站（日语：／ Yamato Takada eki */?）是位於奈良縣大和高田市北本町，近畿日本鐵道（近鐵）的大阪線車站。車站編號為「D25」。

## 歷史
- 1925年（大正14年）3月21日 - 大阪電氣軌道八木線八木站至此站之間開通：此站以高田站的名稱啟用[2]。
- 1927年（昭和2年）7月1日 - 恩智站至此站之間開通[2]。
- 1928年（昭和3年）8月 - 高田站改名為大軌高田站[3]。
- 1941年（昭和16年）3月15日 - 大阪電氣軌道與参宮急行電鐵合併，關西急行鐵道成立[2]。同時，大軌高田站改名為大和高田駅[4]。
- 1944年（昭和19年）6月1日 - 關西急行鐵道與南海鐵道（為南海電氣鐵道的前身）合併，成為近畿日本鐵道的車站[2]。
- 1963年（昭和38年）1月 - 車站高架化。同時撒去待避線（待避線遷移至五位堂站）。
- 1967年（昭和42年）12月20日 - 設定為急行（現時為快速急行）停車站。
- 1998年（平成10年）4月1日 - 開始使用上下車確認系統（Fair系統K）及列車運行管理系統（日语：列車運行管理システム）（KOSMOS（日语：KOSMOS (近畿日本鉄道)））[5]。
- 2001年（平成13年）11月 - 現時的車站大樓落成啟用。
- 2003年（平成15年）3月6日 - 設定為特急停車站。阪伊乙特急部分停此站。
- 2005年（平成17年）3月19日 - 舉行「站之誕生祭 大和高田站開業80周年」（至同月27日）。
- 2007年（平成19年）4月1日 - 車站可以使用PiTaPa[6]。

## 車站構造
車站為高架車站，設有2面2線的相對式月台。車站大堂於第1層，月台於第2層。在第1層於有1處閘口，在第2層設有1處閘口直接前往2號月台。月台是建造在一個彎位上，可容納10卡車廂。

### 月台
| 月台 | 路線   | 方向 | 目的地                                                               |
| ---- | ------ | ---- | -------------------------------------------------------------------- |
| 1    | 大阪線 | 下り | 大和八木、榛原方向 名古屋、四日市方向 伊勢志摩方向 奈良方向 京都方向 |
| 2    | 大阪線 | 上り | 五位堂、布施、大阪上本町方向 大阪難波、尼崎、神戶三宮方向            |

## 特徴

### 停站列車
- 快速急行以下所有一般列車均停此站。部分阪伊乙特急停此站，整日毎小時1班[7]。
- 停此站的阪伊乙特急與榛原站一體化，所有停此站的班次均停榛原站和伊賀神戶站[7]。
  - 阪伊乙特急來往大阪難波站的所有列車[7]，以及在早上8時至下午8時以後前往大阪上本町的特急均停此站[7]。
  - 停此站的阪伊乙特急班次不會停布施站[7]。
- 日間設有每小時1班特急列車，每小時3班急行列車，每小時3班區間準急列車 (近鐵八尾站至名張站之間各站停車) [7]。

### 設備、營業上
- 此站設有站長，管理關屋站至松塚站之間各站[8]。此外，車站設有站長室與營業所[9]。
- 車站設有櫃臺售賣特急票及定期票[9]，也設有特急票專用自動售票機[9]。
- 車站設有可使用PiTaPa、ICOCA的自動閘機（日语：自動改札機）和自動補票機（日语：自動精算機）（可支援回數（日语：回数乗車券）卡及IC卡，以及IC卡增值功能）。
- 在車站第2層設有奈良交通（日语：奈良交通）車票售票處。

### 其他
- 車站被選為第3回近畿車站百選之一。
- 在2001年，新車站大樓完成前，在車站內曾種植櫻花樹。

## 在此站上下車人次
以下列出近年來1日中上下車人次：
- 2018年11月13日：15,019人
- 2015年11月10日：16,446人
- 2012年11月13日：15,806人
- 2010年11月9日：16,810人
- 2008年11月18日：17,093人
- 2005年11月8日：17,026人

## 使用狀況
根據「奈良縣統計年鑑」，以下列出近年1日平均乘車人次。
| 年度               | 1日平均 乘車人次 |
| ------------------ | ---------------- |
| 1995年（平成07年） | 13,718           |
| 1996年（平成08年） | 13,183           |
| 1997年（平成09年） | 12,430           |
| 1998年（平成10年） | 11,905           |
| 1999年（平成11年） | 11,480           |
| 2000年（平成12年） | 11,022           |
| 2001年（平成13年） | 10,626           |
| 2002年（平成14年） | 10,437           |
| 2003年（平成15年） | 10,337           |
| 2004年（平成16年） | 9,868            |
| 2005年（平成17年） | 9,787            |
| 2006年（平成18年） | 9,692            |
| 2007年（平成19年） | 9,607            |
| 2008年（平成20年） | 9,481            |
| 2009年（平成21年） | 9,254            |
| 2010年（平成22年） | 9,151            |
| 2011年（平成23年） | 8,970            |
| 2012年（平成24年） | 8,895            |
| 2013年（平成25年） | 9,006            |
| 2014年（平成26年） | 8,728            |
| 2015年（平成27年） | 8,714            |
| 2016年（平成28年） | 8,589            |

## 車站周邊

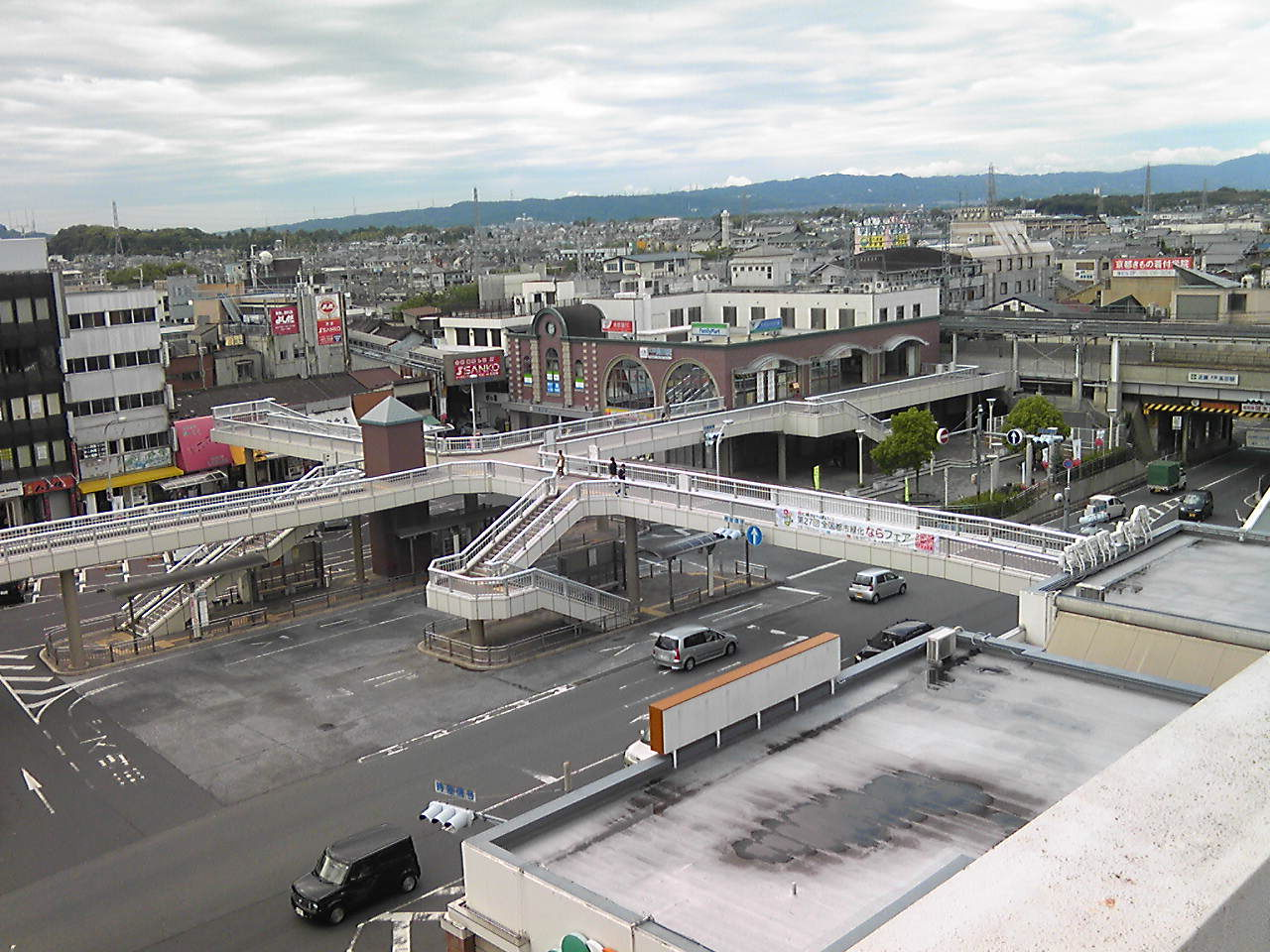
車站前迴旋路周邊

車站為在大和高田市的中心車站，車站前為大和高田市區。
交通
- 的士站
- 大和高田市市營停泊單車場
- 高田站 - 西日本旅客鐵道（JR西日本）和歌山線、櫻井線（步行約5分鐘）
- 國道165號（日语：国道165号）
- 奈良縣道5號大和高田斑鳩線（日语：奈良県道5号大和高田斑鳩線）

公共設施
- 奈良縣警高田警署（日语：高田警察署）
- 大和高田郵局（日语：大和高田郵便局）
- 南都銀行（日语：南都銀行）高田北分店
- 奈良縣產業會館

商業設施
- Tonarie大和高田 - 站前購物中心。設有行人天橋連接車站與購物中心。該購物中心地段前身為Oak town大和高田（日语：オークタウン大和高田）。Oak town大和高田在2018年11月23日重建及暫定開業[12]。
- 弁天座（日语：弁天座 (大和高田市)） - 大眾劇院

其他
- 高田川（日语：高田川 (奈良県)）堤

### 巴士路線
車站前巴士站設有由奈良交通，以及周邊自治體的社區巴士路線。巴士站名為「近鐵高田站」（省略舊國名）。在2017年10月1日後，巴士站改名為「近鐵大和高田站」。
- 1號乘車站
  - [8][63]奈良文化高校（日语：奈良文化高等学校）（於學校假期及假日暫停服務）
  - [13][14]AEON Mall橿原（日语：イオンモール橿原）（經高田市站，東中<大和高田繞道（日语：大和高田バイパス）>）
  - [55]AEON Mall橿原（經今里）
  - [60]五條巴士中心（日语：五條バスセンター）
  - [65]近鐵御所站
  - [66]五條巴士中心（經奈良科技園（日语：テクノパークなら）中央通東）
  - [67]奈良科技園中央通東
  - [70]五條巴士中心（經鴨神之湯（日语：かもきみの湯））
- 2號乘車站
  - [41]屋敷山公園前　
  - [43]忍海站（經社會教育中心）
  - 大和高田市社區巴士吉寶號
  - 夜行高速巴士大和號（日语：やまと号）＜五條→新宿線＞新宿（與KB巴士（日语：ケイビーバス）聯營）
- 3號乘車站
  - [7][12][13]竹取公園東　（經安部）
- 葛城市公共巴士　當麻新庄線
  - 屋敷山公園前、忍海站
- 廣陵元氣號 南北線
  - 廣陵町政廳、箸尾站前、大場方向
    - 1日設有6班（車資免費，最尾一班以廣陵町政廳為終點站）。

## 相鄰車站
近畿日本鐵道
 大阪線
- □部分特急停車站

■快速急行、■急行
五位堂（D23）－大和高田（D25）－大和八木（D39）
■準急、■區間準急、■普通
築山（D24）－大和高田（D25）－松塚（D26）

## 注腳
1. ↑  山本和良(2015年3月13日) “なつかしの鉄道展:近鉄駅・開業90周年 SL写真やジオラマ300点 あす、あさって−−大和高田”毎日新聞 (毎日新聞社)
2. 1 2 3 4  曾根悟（監修）. . 朝日百科週刊. 2號 近畿日本鐵道 1. 朝日新聞出版. 2010-08-22: 18–23. ISBN 978-4-02-340132-7.
3. ↑  『近畿日本鉄道 100年のあゆみ』 678頁
4. ↑  今尾惠介（監修）.  8 關西1. 新潮社. 2008: 23. ISBN 978-4-10-790026-5.
5. ↑  『近畿日本鉄道 100年のあゆみ』 878頁
6. ↑   (pdf) (新闻稿). 近畿日本鐵道. 2007-01-30  [2016-03-09]. （原始内容存档 (PDF)于2016-08-07）.
7. 1 2 3 4 5 6  近鐵時間表2018年3月17日時間表修正號，p.124 - p.147・p.284 - p.306
8. ↑  『HAND BOOK 2010』、近畿日本鐵道綜合企劃部編寫、2010年9月
9. 1 2 3  近鐵時間表2018年3月17日時間表修正號，p.70 - p.87
10. ↑  駅別乗降人員 大阪線 （页面存档备份，存于） - 近畿日本鐵道
11. ↑  .   [2020-02-17]. （原始内容存档于2020-07-23）.
12. ↑  「トナリエ大和高田」が新しく誕生します （页面存档备份，存于） - トナリエ大和高田公式サイト 2018年11月23日閲覧
13. ↑  路線バスの運行について―平成29年10月1日（日）より― （页面存档备份，存于） - 奈良交通 2017年10月7日參閲